# 加布羅沃
加布羅沃（保加利亚语：/ Gabrovo）是保加利亞中北部的一個城鎮以及以其為中心的行政區。屬加布羅沃州，並且是加布羅沃州的首府。位於巴爾幹山脈中部，揚特拉河河谷內。加布羅沃以「幽默」與「節儉」著稱。另外，加布羅沃的保加利亞民族復興時期的建築也十分有名。加布羅沃也是保加利亞最長的城市。城市沿揚特拉河修建，南北長達25公里，而最窄的地方則僅有1公里。加布羅沃附近有保加利亞知名的滑雪度假地烏扎納（Узана）。據2011年的人口普查，在2011年2月，加布羅沃的人口有58,950人。

## 歷史
加布羅沃所在的地區在新石器時代開始就有人居住。在12世紀大特爾諾沃成為保加利亞第二帝國的首都之後，其在經濟上的重要性開始增加。加布羅沃靠近首都及前往巴爾幹半島各地的貿易路線，是繁榮的工業和貿易都市。
據一個有名的傳説，加布羅沃是由一個名叫拉喬（ / Racho）的鐵匠建設的城市。因拉喬的暖爐旁有一株鵝耳櫪樹（在保加利亞語中稱為加布爾  / gabar），加布羅沃這個名稱即來自于此。
在14世紀，奧斯曼帝國開始侵入巴爾幹半島，加布羅沃的人口構成也因此大幅變化。對從被奧斯曼帝國征服的首都及附近要塞逃出的保加利亞人來說，加布羅沃是頗具魅力的場所，因而有眾多人口流入。加布羅沃由村莊發展為小城，成為經濟和文化的中心。
在奧斯曼帝國統治時期，富裕的交易商人們將他們的財富投入到了城市的發展之中。1835年，瓦西里·阿普里洛夫（ / Vasil Aprilov）和尼古拉·帕勞佐夫（ / Nikolay Palauzov）出資在加布羅沃建立了保加利亞最早的世俗學校阿普里洛夫國立高等學校（ / Natsionalna Aprioviska gimnaziya）。1860年，加布羅沃正式設市。
1878年保加利亞解放前後，加布羅沃憑藉其經濟實力，作為產業中心十分發達。在這裡設立了數家股份公司，建設了工廠，並且和證券交易所之間有著緊密的關係。加布羅沃有著保加利亞的曼徹斯特之稱。

## 人口
加布羅沃的人口在二戰之後大幅增加，其人口在這段期間翻倍。在共產主義政權垮台之後，加布羅沃的人口開始減少。人們紛紛移居至海外或者索菲亞。加布羅沃現在的人口數量和最高峰時期相比減少了超過20,000人。下表列出了加布羅沃自1878年保加利亞解放之後人口的變化情況。
| Gabrovo | Gabrovo                  | Gabrovo | Gabrovo | Gabrovo | Gabrovo | Gabrovo | Gabrovo | Gabrovo | Gabrovo | Gabrovo | Gabrovo | Gabrovo | Gabrovo |
| --- | ------------------------ | ------- | ------- | ------- | ------- | ------- | ------- | ------- | ------- | ------- | ------- | ------- | ------- |
| 年份 | 1887                     | 1910    | 1934    | 1946    | 1956    | 1965    | 1975    | 1985    | 1992    | 2001    | 2005    | 2009    | 2011    |
| 人口 | 7,958                    | 8,423   | 13,668  | 21,180  | 37,919  | 57,920  | 75,091  | 81,629  | 76,529  | 67,065  | 63,004  | 60,281  | 58,030  |
| | 最大人口數81,786 在 1986 |         |         |         |         |         |         |         |         |         |         |         |         |
| 來源：National Statistical Institute，citypopulation.de，pop-stat.mashke.org，Bulgarian Academy of Sciences |                          |         |         |         |         |         |         |         |         |         |         |         |         |

## 文化
加布羅沃是一個國際性的幽默和諷刺中心。加布羅沃市內有一座幽默和諷刺之館（ / Dom na humora i satirata、官方網站（页面存档备份，存于）），內設有文化設施、博物館、畫廊，並展出諷刺畫。另外在市內及附近地區還有眾多劇場、博物館和民居博物館。其中最值得一提的是埃特拉（正式名稱是室外博物館「埃塔爾建築民俗館」、，其俗稱埃特拉  / Etara較為知名）和阿普里洛夫高校教育博物館。

## 觀光

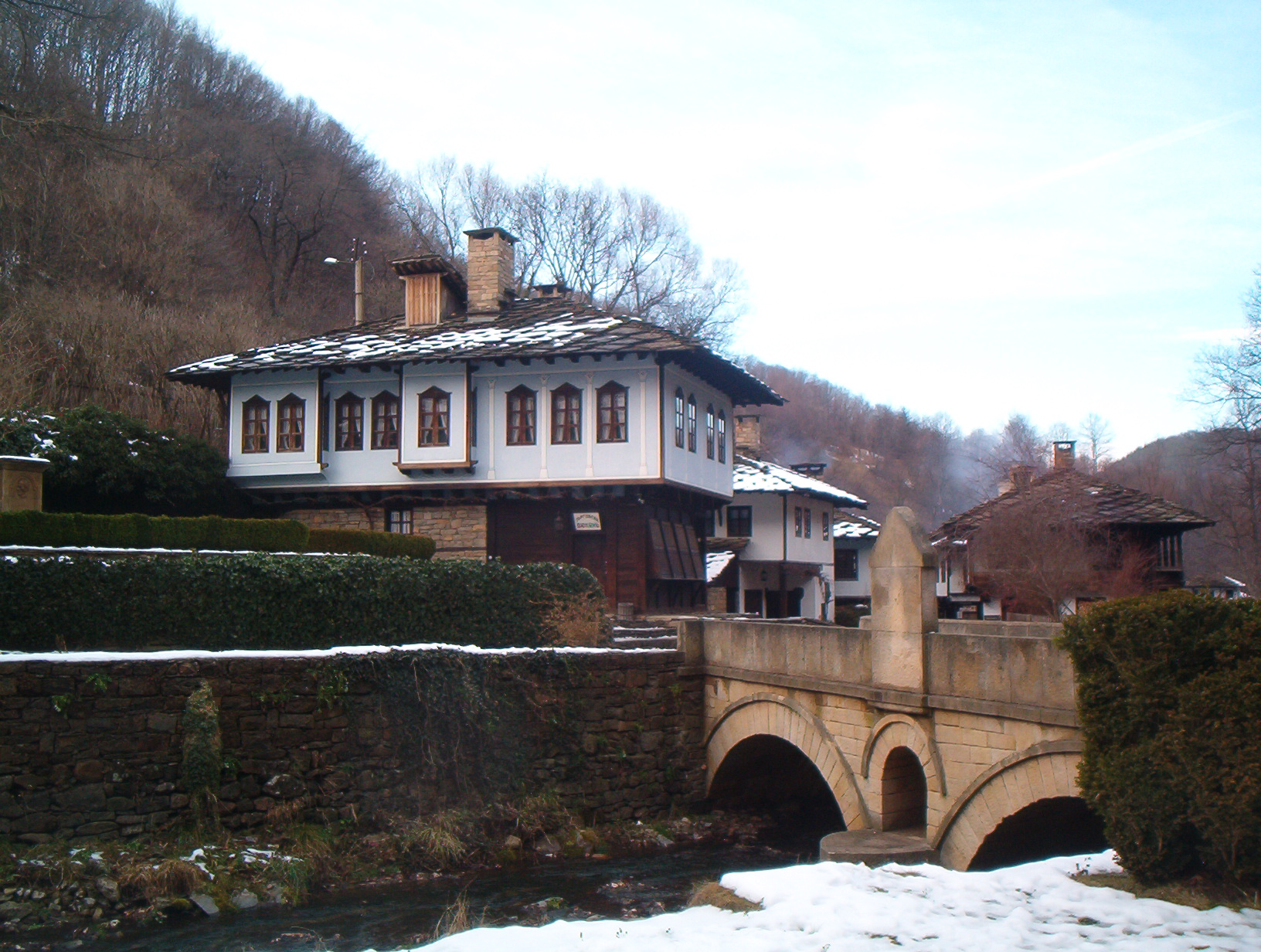
室外博物館埃特拉

加布羅沃主要的觀光場所有「幽默和諷刺之館」、阿普里洛夫校、德里亞諾沃修道院（ / Dryanovski manastir）、索科爾修道院（ / Sokolski manastir），以及距加布羅沃有22公里的滑雪度假地烏扎納。此外也可以從加布羅沃出發前往中部巴爾幹山脈國立公園遠足，並且也能前往希普卡山口。

## 體育
加布羅沃人氣最高的體育俱樂部是FK揚特拉（ / FK Yantra）。俱樂部創立于1919年。加布羅沃還有著悠久的手球傳統。距離加布羅沃22公里的中部巴爾幹山脈內有冬季度假地烏扎納。

## 加布羅沃幽默
加布羅沃人以幽默和商業頭腦著稱。有許多笑話都是形容加布羅沃人的這些特徵，如：
- 加布羅沃有一隻有名的貓。在傳說故事中，這隻貓每年5月會被帶去讓市長把尾巴剪短一些，加快牠進出房子的速度，好讓房子保持暖一些。
- 加布羅沃人在晚上會讓時鐘停止。這是爲了防止機械的損耗。
- 加布羅沃人會給驢帶上綠色的眼鏡。這是爲了讓驢誤將刨的鐵銹看成牧草并促驢食用鐵銹。
- 爲了節約打掃煙囪的費用，加布羅沃人會讓貓在煙囪里走路。
- 加布羅沃人不買冰箱，是因為覺得關閉冰箱門后冰箱里的燈仍然可能亮著。

## 其他
小行星加布羅沃其名稱就來自于加布羅沃。這顆小行星是在1976年4月1日由蘇聯的天文學家尼古拉·斯捷潘諾維奇·切爾尼赫發現。

## 姊妹都市

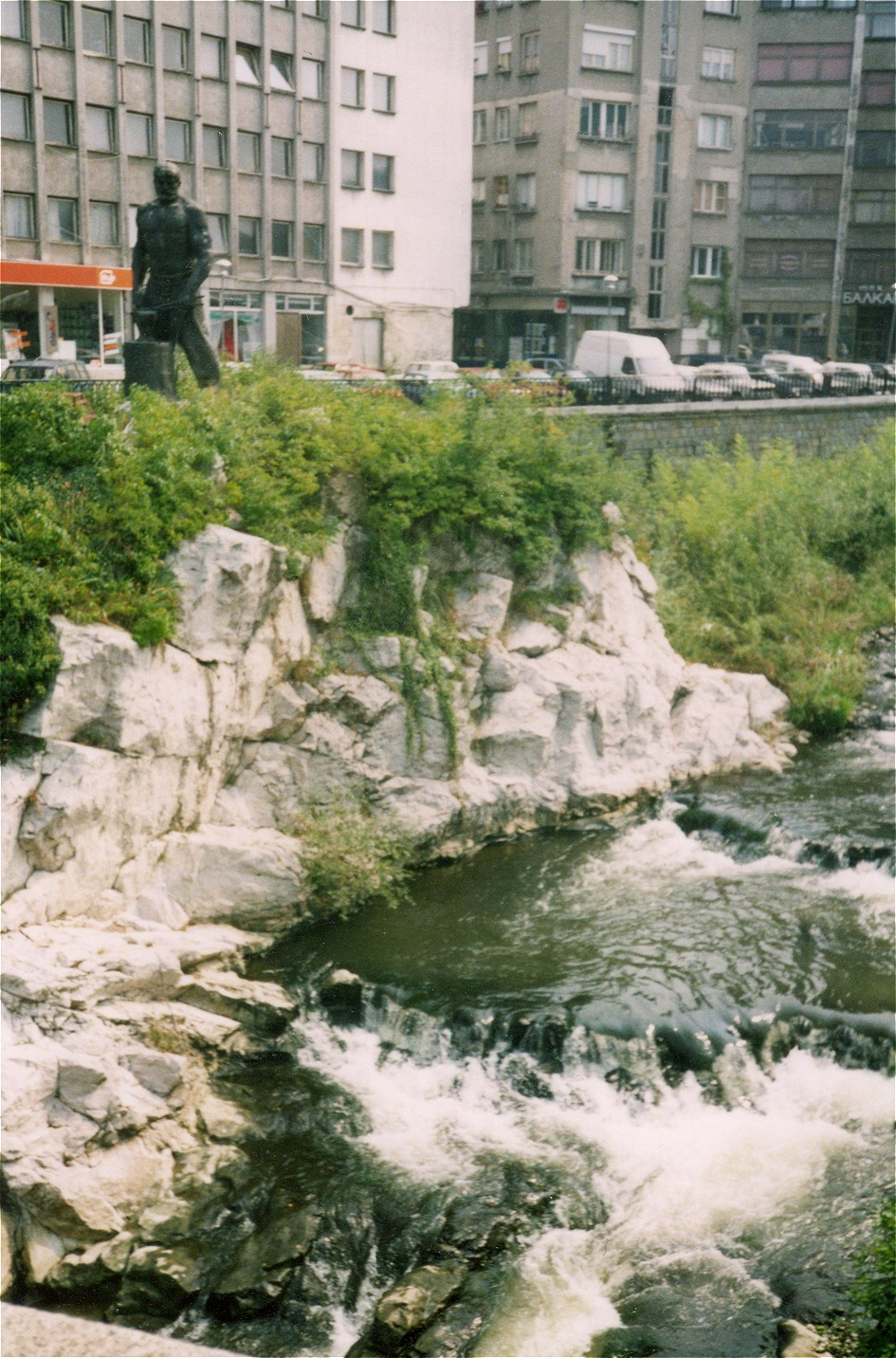
城市創建人拉喬的塑像。因為把土地用來建塑像的話太浪費了，所以塑像建在河中的小島上

- 瑞士 圖恩
- 俄羅斯 梅季希
- 白俄羅斯 莫吉廖夫
- 舍基
- 比利时 阿爾斯特
- 德国 米特韋達
- 立陶宛 帕內韋日斯
- 錫薩克
- 波蘭 新松奇
- 斯洛伐克 普雷紹夫